# Basílica de Don Bosco (Panamá)
La Basílica Don Bosco, oficialmente conocida como Basílica Menor Don Bosco y coloquialmente llamada Iglesia Don Bosco es un templo católico ubicado en el corregimiento de Calidonia, en el corazón de la Ciudad de Panamá, construida y dedicada en honor a San Juan Bosco. La Congregación Salesiana, a través de la Inspectoría Divino Salvador (CAM), tiene a su cargo esta obra ubicada en la jurisdicción de la Arquidiócesis de Panamá.

## Historia

### Llegada de los Salesianos a Panamá
Antes de que Panamá se separó de Colombia el 3 de noviembre de 1903, ya habían llegado dos propuestas de fundación: la del obispo de Panamá, Monseñor José Peralta y la del gobierno central de Colombia. La nueva fundación se concretó en julio del año 1907.

En aquel entonces, la vida y obra de Don Bosco no era desconocida para los istmeños antes de alcanzar su independencia. Lo confirma el artículo publicado en el “Boletín Diocesano”, periódico quincenal del Obispado de Panamá, en febrero de 1895, siete años después de la muerte de San Juan Bosco el 31 de enero de 1888: 
“El Oratorio de San Francisco de Sales educa más de mil niños: unos estudian las letras, otros aprenden un arte u oficio, y todos se forman en los santos principios y afecciones purísimas de la religión. Es este Oratorio como una colmena, una pequeña ciudad infantil llena de vida y alegría. Dicen que la recomendación más frecuente de Don Bosco a sus niños era: ‘Estad siempre alegres’, recomendación que continúan haciendo los hijos de su instituto y en efecto, en el Oratorio Salesiano no se ven caras mustias, tristes ni enfadosas; son plácidas como la aurora y parecen gozar de perpetua primavera”.
“En los talleres no hay lujo ni por sombra, pero sí mucho orden y diligencia. El vapor hace funcionar las máquinas de las diversas oficinas: diez para imprenta, cuatro para fundición de tipos, una para harina, etc. etc. Además hay allí litografía, calcografía, encuadernación, carpintería, taller de escultura, cerrajería, sastrería y zapatería. Sería de no acabar si me pusiese a describir los trabajos de aquellos pequeños industriales y artistas, cuya sola vista produce la más íntima satisfacción. Ese Oratorio, ‘Casa madre’ de los Salesianos, contiguo al Santuario de María Auxiliadora, ha dado origen a centenares de asilos y colegios, donde se educan millares de niños y a varios centros de misiones en Patagonia y Tierra del Fuego, donde se regeneran y ganan muchas almas para el cielo”.
El 2 de enero de 1888, en efecto, el citado Obispo escribió una larga carta a Don Bosco, en italiano, comenzando así: 

Hoy he tenido el placer de ver a los carísimos sacerdotes, que van rumbo al Ecuador, y hubiera deseado, por un momento, poder quitar a V. S. toda la autoridad que tiene sobre ellos, para disponer de todos a mi antojo. Después de haber conocido a estos buenos Padres y Hermanos, no podía dejar de enamorarme de ellos y desear que ellos fueran mi sostén y alivio en esta diócesis.

El Obispo se refería a la expedición de misioneros destinados al Ecuador, guiados por Don Luis Calcagno. Dicha expedición fue la última enviada por Don Bosco, quien a través de un telegrama, recibió la noticia de la llegada de los primeros salesianos a Guayaquil, la víspera de su muerte.

Don Miguel Rúa se lo dijo, hablándole como se hace con quién es duro de oídos. A algunos les pareció que abrió los ojos, levantando sus pupilas al cielo (M.B. XVIII, 469).

Previamente a su llegada a Panamá en 1907, las autoridades eclesiásticas y civiles habían realizado gestiones para traer a los hijos de Don Bosco a nuestro país, la primera a través de una carta del Obispo de Panamá, Monseñor José Guillermo Peralta y la otra del Gobierno Central de Colombia. 
La respuesta (negativa por la escasez de personal) no fue girada a Monseñor Peralta hasta el 22 de abril de 1888, debido a los atrasos motivados por la muerte de Don Bosco. En su carta el obispo pedía la presencia de los salesianos para confiarles la provincia de Chiriquí, la cual contaba con doce parroquias. Para obtener lo deseado interpuso los buenos oficios de la Santa Sede y de la Sagrada Congregación de Asuntos Eclesiásticos Extraordinarios. Esta se dirigió al Padre Juan Cagliero, Procurador en aquel entonces de la Congregación Salesiana, con una recomendación que debía remitir a Don Rúa, preguntándole cuántos salesianos podría enviar a la provincia de Chiriquí. La respuesta, igual que la del obispo, fue negativa, debido a la escasez de personal.
Catorce años más tarde, poco antes de la separación de Panamá de la República de Colombia, el gobierno de Bogotá por intermedio del Inspector Salesiano de Colombia, Don Aimé efectuó trámites para fundar una escuela profesional en Panamá. Don Miguel Rúa, Primer sucesor de Don Bosco, encargó a dicho inspector salesiano que fuera a Panamá a fin de informarse del asunto, pero mientras éste estaba de viaje, estalló la revolución que desembocará en la independencia. El Gobierno de la nueva República, sin embargo, reinició los trámites llevados a cabo por los miembros que habían formado parte del cesante Gobierno departamental. Don Rúa designó nuevamente a Don Aimé para que se trasladara a Panamá, enviándole como base de los trámites, una copia del contrato efectuado para la apertura de la casa de Macao. En el proyecto del contrato enviado al Capítulo Superior, el citado Don Aimé añadía tres motivos más a favor de la nueva obra:
- Las favorables condiciones interpuestas.
- El hecho de que Panamá constituía una ciudad de obligado tránsito para los salesianos, que frecuentemente tenían que ir o venir de las muchas casas enclavadas en la vertiente del Pacífico.
- El hecho de que Panamá constituía una ciudad de obligado tránsito para los salesianos, que frecuentemente tenían que ir o venir de las muchas casas enclavadas en la vertiente del Pacífico.

El Gobierno de Panamá estaba impaciente. El Ministerio de Instrucción Pública informó sobre los trámites a su representante en París, escribiéndole el 22 de marzo de 1904:

“El Excelentísimo Señor Presidente de la República tiene vivos deseos de que la deseada Escuela (de Artes) comience a funcionar cuanto antes; por consiguiente, agradecería mucho a Usted que llevará a término los respectivos trámites en el más breve tiempo posible. El Presidente ha sido autorizado plenamente por la Convención Nacional, para concluir este negocio, de manera que, de parte del Gobierno, no habrá obstáculo ninguno, siempre que los Padres Salesianos presenten propuestas razonables, como es de esperar”.

El encargado de las gestiones, Don Juan Bautista Poylo, discutió el asunto con Don Bologna y escribió a Don Rúa. Fue en diciembre de 1904 cuando llegó a Panamá el Inspector de Colombia Don Aimé para discutir los trámites con el Gobierno. Lo recibió el Obispo Monseñor Javier Junguito S. J., quien era gran amigo de los salesianos.
El prelado, con ocasión de su visita “Ad Limina Apostolorum” había pasado también por Turín para visitar a Don Rúa, Rector Mayor de los Salesianos y pedirle que enviara a sus salesianos a Panamá. (Teniendo en cuenta la fecha arriba asignada habría que concluir que la visita de Monseñor Junguito, tuvo lugar antes de la llegada de Don Aimé a Panamá, o en 1905, para insistir en la fundación, antes de 1910, fecha tope impuesta por los Superiores de Turín). 
Don Aimé visitó el local destinado a la Escuela oficial y lo encontró muy pequeño, pero enseguida fue dada la orden de ampliarlo, de tal manera que hubiera cupo para cien alumnos. Según el contrato estipulado, el Gobierno se comprometía a retribuir generosamente al personal, a pagar la pensión para setenta alumnos, suministrar máquinas, etc. y a dejar al Director completa libertad de acción, reservándose únicamente el derecho a la alta vigilancia. 
Al enviar el contrato a Turín, Don Aimé insistía en las conveniencias notadas subrayando los estragos causados por los protestantes en la pequeña y joven República. Los Superiores estaban firmes en la fecha tope de 1910. Aunque el gobierno se comprometía a pagar los pasajes, había sin embargo una condición que les incomodaba: el personal no se podía traer de la vecina Colombia, sino que todos debían venir de Estados Unidos o Europa. El Obispo explicó a los Superiores que no se trataba de ánimo hostil y que la cosa era “ad tempus”, hasta que se establecieran relaciones normales con Colombia. 

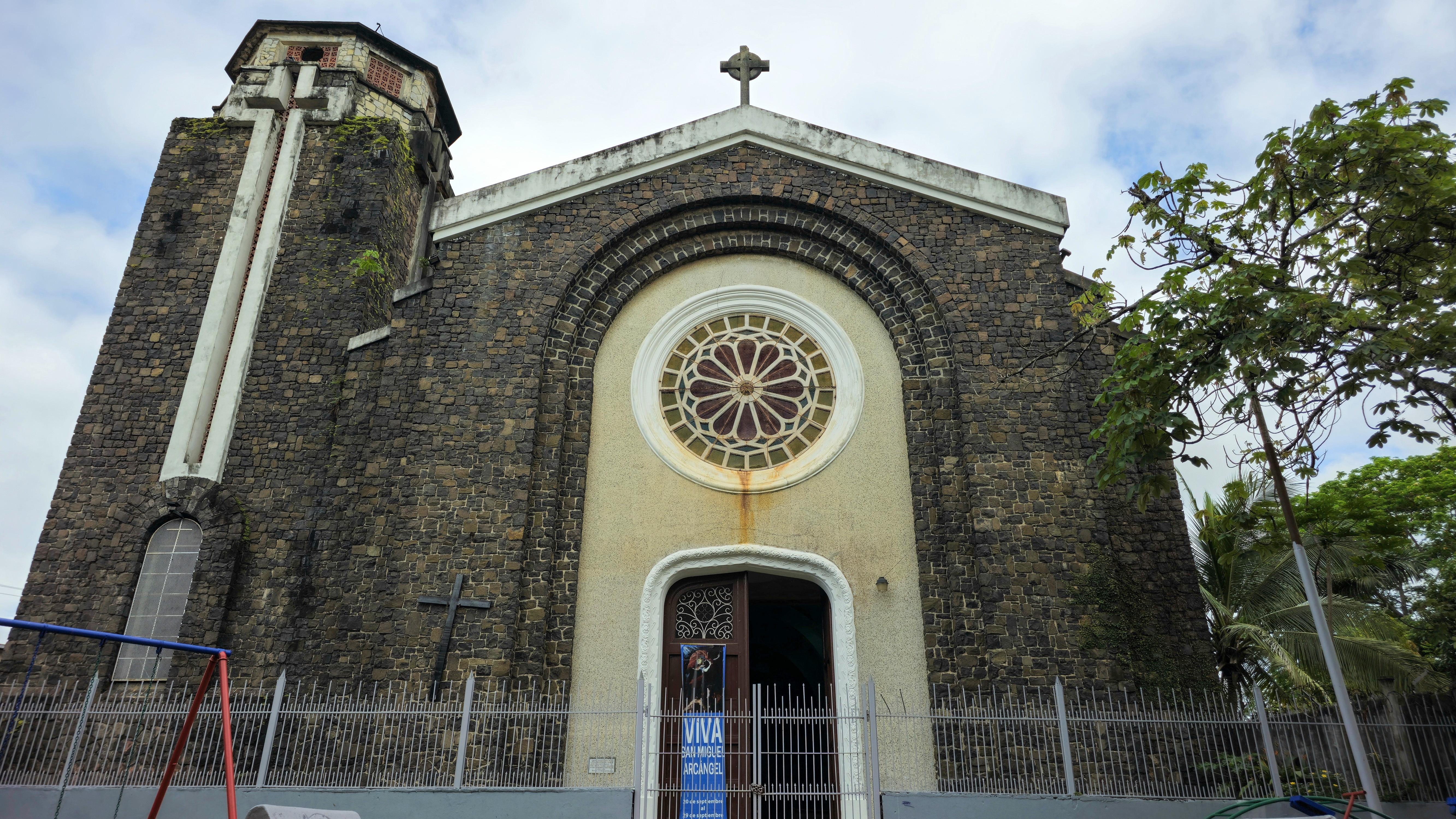
La parroquia San Miguel Arcangel, ubicada en Calidonia, fue confiada a los salesianos cuando estos llegaron a suelo istmeño.

Se trataba de una medida de prudencia. La prisa providencial de Monseñor Santiago Costamagna jugó en favor de la futura casa salesiana en Panamá pues debía agregarse a la Inspectoría del Divino Salvador y el Padre Inspector Don José Misieri, quien no habiendo recibido a tiempo la orden de los Superiores de contemporizar, cedió a las presiones del citado monseñor, que entonces residía en Santa Tecla, El Salvador, y no quería ulteriores tardanzas. De esta manera, se adelantó la fecha de la futura fundación. El Padre Misieri, después de designar a cada uno de los salesianos llegados a Cartago, Costa Rica sus ocupaciones, prosiguió su viaje con los destinados a Panamá. Los dos sacerdotes que lo acompañaron fueron el Padre José Encarnación Argueta, salvadoreño y el Padre Hugo Agustín Wrobel, polaco. El Obispo Monseñor Francisco Javier Junguito S.J. les asignó “el cuidado de la parroquia dedicada a San Miguel Arcángel, ubicada en Calidonia y poblada de trabajadores muy atacados en su fe por los protestantes”. Esta parroquia estuvo bajo el cuidado de los salesianos hasta 1929, fecha en que fue entregada a la Curia

### Nacimiento de la escuela Artes y Oficios
La Escuela de Artes y Oficios se instaló en octubre de 1907 atendida por profesores alemanes contratados. Fue inaugurada el 2 de noviembre de ese año por el Primer Designado encargado de la Presidencia, siendo primer director el doctor E. Hoffman.  El Secretario de Instrucción Pública era Don Melchor Lasso de la Vega, quien al día de hoy, dicha escuela lleva su nombre. 
El 6 de noviembre de 1907 el diario La Estrella de Panamá informaba: 

En la Escuela de Artes y Oficios listos están ya los talleres de carpintería y ebanistería, de hojalatería y fontanería, de herrería y cerrajería, de fundición y de encuadernación, de ornato y modelado, de dibujo de ornato y figura, lineal y de máquinas donde los alumnos recibirán una enseñanza teórico-práctica, que los pondrá en capacidad, después de tres años de aprendizaje, de ejercer una profesión con la cual pueden ganarse la vida honrada y dignamente

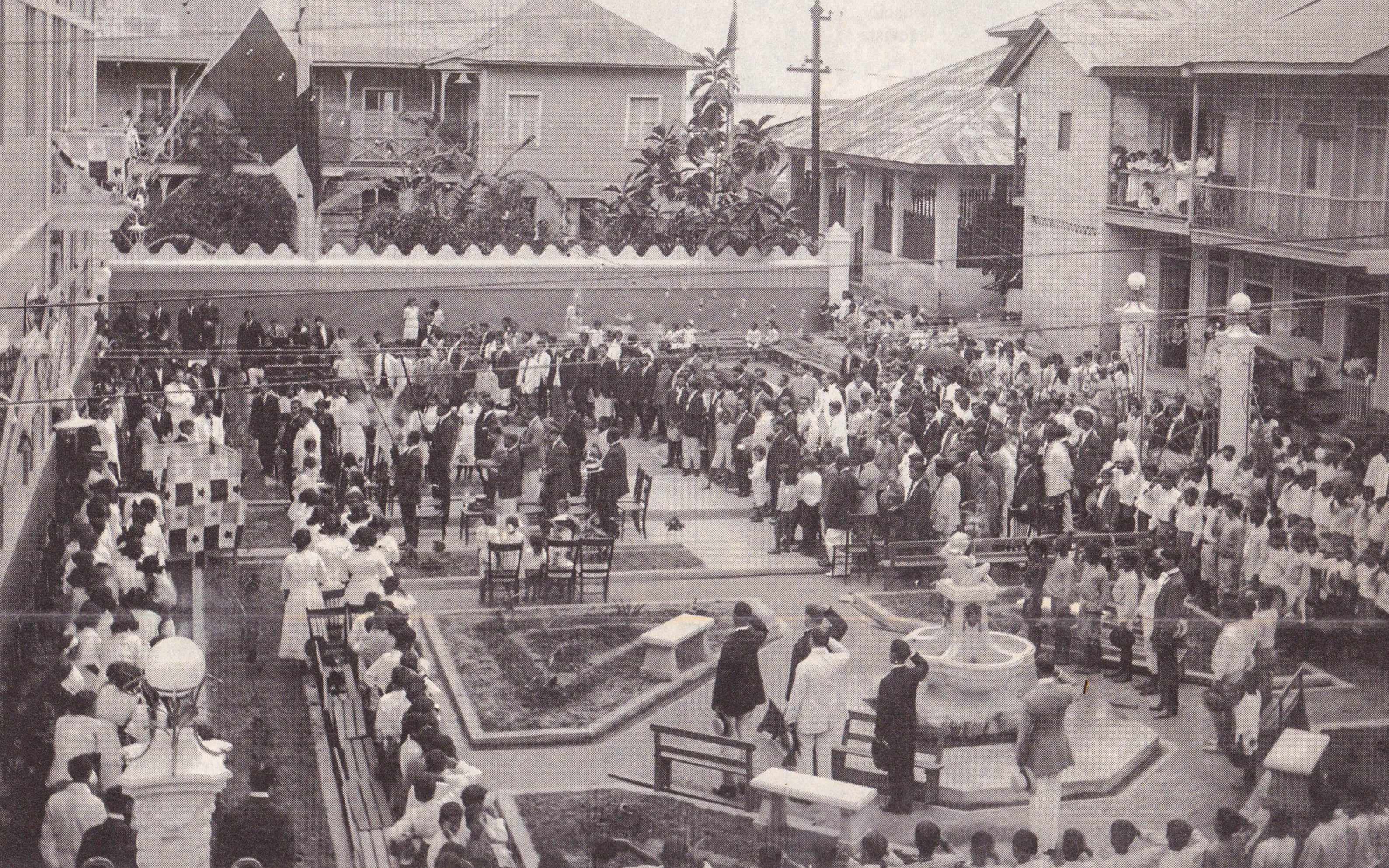
Acto de Inauguración de la Escuela Artes y Oficios

El Gobierno firmó el contrato tan deseado con los salesianos para la administración de la Escuela el 7 de marzo de 1908, fungiendo como primer director el Padre José Encarnación Argueta. Se trataba de un pequeño local situado en la Calle 12. El año escolar se inauguró el 20 de abril a las 8 de la mañana. Los alumnos eran 22 internos, becados por el Estado y dirigidos por 6 maestros alemanes. Las clases empezaron formalmente el 1ero. de mayo de ese año y los alumnos, sumados a los becados, eran 47.
Por divergencias con el gobierno en cuanto a la dirección de la Escuela Nacional de Artes y Oficios, el contrato fue denunciado y rescindido, retirándose los salesianos para dedicarse a la Parroquia de San Miguel Arcángel, la que tuvieron a su cuidado hasta 1929. 

### El Hospicio de Huérfanos, primera Casa Salesiana Propia en Panamá.
En su Carta del Inspector Don José Misieri, S.D.B. de 1910 al Rvmo. Señor Don Felipe Rinaldi, escrita desde Panamá el 24 de junio de 1910, el sacerdote describe los inicios del Hospicio como una casa para recoger niños huérfanos: 

Y de Panamá ¿qué diré? Aquí Don Bosco ha obrado verdaderos prodigios moviendo los corazones hasta de los más indiferentes de suerte que en menos de seis meses se vio levantar un espléndido edificio capaz de contener unos cien niños. Costó 50.000 pesos y se terminó sin un céntimo de deuda. Los cooperadores y especialmente el Papá de los Salesianos, Señor Don Nicanor de Obarrio y la junta directiva de las cooperadoras consideran nuestra obra como suya propia, y proveen todo lo que es necesario para su desarrollo. Cuánto bien podemos hacer si los Rmos. Superiores nos darán el personal necesario! Aquí en estos países, se puede muy bien decir: parvuli petierunt panem et non erat qui frangret eis. [Los pequeños pedían pan y no había quien se lo partiera.]

El señor Manuel Espinosa donó el terreno con la Escritura Pública No. 543, registrada el 9 de julio de 1909. Una vez conseguido el terreno, se instaló una Comisión preparatoria, integrada por el Padre Antonio Russo, Don Nicanor de Obarrio, Doña Micaela Sosa vda. De Icaza y Don Ramón Arias Jr. Los planos fueron confeccionados, valorándose la ejecución de los mismos en ochenta mil dólares, según datos del Padre Misieri. El Gobierno contribuyó con cuarenta mil; el Municipio con veinte mil; el comercio con diez mil y los Cooperadores y Cooperadoras con los diez mil que faltaban para completar la suma requerida. Se colocó la primera piedra el 15 de agosto de 1909, con la presencia del Presidente de la República, Don José de Obaldía. La piedra basilar fue bendecida por el Vicario General, por encontrarse ausente el Señor Obispo Monseñor Javier Junguito. El discurso fue pronunciado por el Padre Antonio Russo.
El alma y director de la obra, fue sin duda el distinguido caballero Don Nicanor de Obarrio, quien ha pasado a la historia como “El Papá de los Salesianos”. Don Nicanor envió a todas sus amistades en el país y el exterior, cartas pidiendo ayuda económica destinada a la construcción del Hospicio de Huérfanos, que él consideraba una obra de gran importancia para el país. Junto a Don Nicanor, hay que destacar la eficaz ayuda y el trabajo de las Cooperadoras y en especial de su Presidenta, Doña Micaela Sosa de Ycaza, para la realización del proyecto. Un escrito de Doña Gabriela Obarrio de Navarro, testimonia la generosidad y desprendimiento de este insigne panameño, que abrazó de corazón los ideales salesianos y se sentía salesiano: 

Don Nicanor de Obarrio Pérez, casado con Doña María Icaza, señora ésta que poseía una fortuna considerable, soñó que había un religioso dedicado a adoptar gran número de niños huérfanos y que no sólo los alimentaba, sino que había establecido una Escuela para que, cuando salieran de allí, pudieran conseguir un buen empleo. Este sueño le causó tal impresión a Don Nicanor, que se lo relató a Doña María y los dos resolvieron ir donde el Obispo Junguito, para que les informara si este religioso había existido. El Obispo impresionado por este relato, les confirmó su existencia, les dijo que se llamaba Don Bosco y les repitió el cuento tal como lo había soñado Don Nicanor; ellos se llenaron de temor y dispusieron colectar dinero de amigos y parientes haciendo al mismo tiempo votos de pobreza y en su Testamento les dejó todos sus bienes y haberes...

Estas palabras fueron escritas por Doña Gabriela Obarrio de Navarro, sobrina de Don Nicanor de Obarrio. Ella también añade:

Ya cuando el edificio estaba funcionando con los Salesianos y los huérfanos murió el tío Nicanor; fue en la Catedral donde lo velaron y como en esa época se acostumbraba hacer un catafalco bien alto donde se colocaba el ataúd, se construyó una escalerita para que los huerfanitos subieran para verlo y se despidieran de él. Una vez que visité el Hospicio vi el busto del tío Nicanor en el patio donde jugaban los niños, posteriormente lo mudaron a un lado de la Basílica, donde colocan los restos de los Salesianos. Cuando el Hipódromo estaba en Juan Franco, hoy Urbanización Obarrio, todas las semanas nos daban cierto porcentaje de las apuestas en concepto de alquiler, pero cada clásico que se llevara a efecto durante la semana o por cualquier motivo, fuera de los sábados y domingos, mis hermanos y yo le endosamos el cheque al Hospicio de Huérfanos, honrando así la memoria del Tío Nicanor

El edificio del Hospicio de Huérfanos fue bendecido por el Obispo Monseñor Javier Junguito el 24 de enero de 1910, con la asistencia del Presidente de la República, Don José Domingo de Obaldía, su esposa y una selecta concurrencia. El Doctor Pablo Arosemena, más tarde Presidente de la República, pronunció un solemne discurso de inauguración. El Hospicio de Huérfanos graduó a su primer alumno (de oficio carpintero) el 31 de enero de 1911. El primer director del Hospicio de Huérfanos fue el Padre Antonio Russo, quien estuvo al frente del mismo por más de dieciocho años. De él escribió el Padre Inspector José Misieri:

Por más de dieciocho años, con su mano firme, pero sobre todo con su corazón de padre, hizo florecer aquel Plantel y pudo dar a la sociedad una legión de artesanos, que sacados del arroyo, son hoy la parte más sana de aquella joven República, y el nombre de ese esclarecido hijo de Don Bosco, aún hoy se repite con cariño y vive muy hondo en el corazón de toda la sociedad panameña.

### Inicio del Oratorio Festivo
El periódico ‘La Acción’, órgano informativo de los Cooperadores Salesianos que aparecía el primero de cada mes informa en su número 19 del interés de las cooperadoras y cooperadores salesianos en construir un Oratorio Festivo:

Sigue el trabajo de la fundación del Oratorio Festivo de Panamá. Como ya las Cooperadoras gozan de personería jurídica, compraron a su propio nombre dos lotes de terreno para que los salesianos edificaran en ellos el referido oratorio. Bien por las incansables cooperadoras, dignos ejemplos de caridad cristiana. Especialmente hacemos público nuestro aplauso por la labor desplegada por las insignes bienhechoras y cooperadoras Srtas. María T. Recuero y María Arias

Fue así que el Padre Antonio Russo, S.D.B. con los cooperadores adquieren en Santa Rita unos terrenos para fundar un Oratorio Festivo, inaugurado el 23 de mayo de 1910 con la asistencia del Señor Presidente de la República, Don Ernesto T. Lefevre en presencia del Señor Obispo Guillermo Rojas y Arrieta, quien bendijo las instalaciones, a los niños y dirigió palabras muy elocuentes al público, alabando la fundación del Oratorio. También habló el Padre Russo:

Recomendando esa obra a la caridad de todos y alabando la determinación de poner al edificio el nombre de Manuel Espinosa como recuerdo del gran bienhechor

1. ↑  «La Obra de Don Bosco». Boletín Diocesano (Panamá). 15 de febrero de 1895.
2. ↑  «Boletín Salesiano».

- Datos: Q56293872
- Multimedia: Don Bosco Church (Panama City) / Q56293872